# Radanovac
Radanovac (mađ. Radanovác) je naselje u Gradu Subotici.

## Zemljopisni položaj
Šest je kilometara od samog naselja Subotice prema Paliću, pored magistralne Subotica - Horgoš (M-22.1), na granici Subotičko-horgoške pješčare i Bačke lesne zaravni.
Zemljopisne koordinate Radanovca su: 46° 6' 58’’ sjeverne zemljopisne širine i 19° 44' 10’’ istočne zemljopisne širine. Površine je 571,53 hektara.
Na sjeveru je mjesna zajednica Graničar, zapadno je MZ Mali Radanovac, južno je MZ Novi Grad, a istočno MZ Palić.

## Tlo
Zbog toga što se nalazi na spoju dviju cjelina, sjevernim dijelom prevladava pjeskovit teren, pogodan za voćarstvo i vinogradarstvo, a južnim dijelom prapor i crnica.

## Promet
Ukupna dužina putova u Radanovcu je 16 km. Polovica su asfaltirani.

## Kultura
U Radanovcu se održavaju godišnje manifestacije Dan mjesne zajednice, Sunčana jesen života i Salašarsko kazalište (mađ. Tanyaszínház, srp. Салашарско позориште).

## Stanovništvo
Povijesno je jednim od hrvatskih naselja u Bačkoj.
U ovom naselju prema popisu iz 2002. živjelo je 2062 stanovnika.